# Robin Quaison
Robin Quaison (Estocolmo, 9 de outubro de 1993) é um futebolista nascido na Suécia de ascendência ganesa que joga como meio-campo. Defende atualmente no Aris.

## Carreira
Quaison começou a carreira no AIK.

## Títulos
Suécia
- Campeonato Europeu Sub-21: 2015